# 유지운
유지운(有地運, 2004년 7월 22일~)는 대한민국의 축구 선수로, 포지션은 윙백이다. 현재 FK 추카리츠키 소속이다.